# Фабио Кудичини
Фа́био Кудичи́ни (на италиански: Fabio Cudicini; 20 октомври 1935 г., Триест, Италия – 8 януари 2025 г., Рим, Италия) е италиански футболист. През цялата си кариера играе в първенството на Италия. Известен е с прякора си „Черният паяк“. Негов баща е Карло Кудичини.
Умира на 8 януари 2025 година (на 89 г.) в град Рим.

## Успехи
Рома
- Купа на Италия:  
  -  Носител (1): 1963/64
- Купа на панаирните градове:  
  -  Носител (1): 1963/64

Милан
- Серия А:  
  -  Шампион на Италия (1): 1967/68
- Купа на Италия:  
  -  Носител (1): 1971/72
- КЕШ
  -  Носител (1): 1968/69
- КНК
  -  Носител (1): 1967/68
- Междуконтинентална купа
  -  Носител (1): 1969

Индивидуални
- В залата на славата на Милан[2]